# Hans Beimler
Hans Beimler (2 juillet 1895 à Munich – 1er décembre 1936 à Madrid) est un militant communiste allemand du XXe siècle.
Après avoir pris part à la révolution allemande en 1918, il participe à la fondation du Parti communiste d'Allemagne et est élu député au Reichstag en 1932. Arrêté en 1933, il est détenu dans le camp de concentration de Dachau, dont il s'évade peu après ; il rédige ensuite un compte-rendu de ce qu'il y a vu. En 1936, il se rend en Espagne pour combattre aux côtés des républicains espagnols et où il forme le bataillon Thälmann. Il meurt à la fin de la bataille de Madrid.
Son souvenir est particulièrement glorifié en République démocratique allemande.

## Biographie

### Empire et République de Weimar
Le père de Hans Beimler est un ouvrier agricole. Beimler fréquente l'école élémentaire de Waldthurn (Haut-Palatinat, Bavière) avant d'apprendre le métier de serrurier ; en 1913 il intègre la Fédération allemande des travailleurs de la métallurgie.
Lors de la Première Guerre mondiale, il est marin dans la Marine impériale, sur un dragueur de mines. Les marins allemands prennent une grande part aux mouvements insurrectionnels de la révolution allemande de 1918-1919. En 1918, Beimler devient membre du conseil des ouvriers et soldats de Cuxhaven. Il adhère par la suite au spartakisme, et devient en 1919 membre fondateur du Parti communiste allemand.
Pendant la révolution, Beimler se bat pour l'éphémère république des conseils de Bavière (avril-mai 1919), puis est emprisonné pendant quelque temps après l’écrasement de la République. Beimler travaille ensuite comme machiniste, tout en poursuivant ses activités syndicales : il est président de la cellule du KPD de Nymphenburg, un des quartiers de Munich.
Beimler est de nouveau arrêté en juin 1921 après avoir essayé d'arrêter un transport de troupes en faisant sauter un pont et fut condamné à deux ans de prison. Il est enfermé dans la prison de Niederschönenfeld (de), prison dans laquelle la république de Weimar détient également d'autres activistes politiques. À sa libération en 1923, Beimler travaille dans une usine de locomotives à Munich et devient membre du conseil bolchevik de la ville.
Surveillé par la République de Weimar comme membre du bureau des activités opérationnelles du PC de Bavière, Beimler fait cependant partie de la délégation de 14 travailleurs allemands invités en juillet-août 1925 en Union soviétique.
De 1928 jusqu'au printemps 1932, Beimler fait partie de la direction de la section du KPD couvrant le district d’Augsbourg, puis devint secrétaire politique pour tout le sud de la Bavière.
Parallèlement, Beimler est élu membre du 1er parlement de Bavière, puis député communiste au Reichstag (1932).

### Arrivée d'Hitler au pouvoir

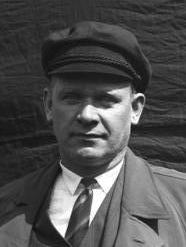
Ernst Thälmann, chef du KPD, arrêté en mars 1933, assassiné en 1944, a donné son nom au Bataillon Thälmann, qui a fait partie de la XIe Brigade internationale (1936-37) puis de la XIIe B.I. (1937-38).

Le 7 février 1933 a lieu à la Sporthaus Ziegenhals une réunion du ZK (Zentralkomitee) du KPD sous la présidence d’Ernst Thälmann : un coup d’état (avec le soutien du Parti social-démocrate d'Allemagne) est envisagé.
Mais les arrestations se multiplient chez les militants communistes : Thälmann est arrêté le 3 mars 1933, Beimler le 11 avril. Détenu illégalement, torturé au siège de la police de Munich, il est transféré au camp de concentration de Dachau au bout de 2 semaines.
Dans la nuit du 8 au 9 mai, il tue un garde S.A. et s’évade sous le couvert de l’uniforme S.A. Il se cache, s'exile à Prague. Il travaille à Prague, à Zurich. Début 1934, il se trouve en France où il s'occupe des exilés allemands via le Secours rouge pour le compte du KPD. En novembre 1934, il part pour l’Espagne qui connait alors, sous la Seconde République espagnole, le « bienio noir » (1933-35), durant lequel les conflits sociaux sont récurrents, avec des insurrections anarchistes et socialistes à partir de septembre.

### Guerre civile espagnole
Le soulèvement armé nationaliste débute en Espagne le 17-18 juillet 1936. Immédiatement, à Paris (la France est depuis début mai 36 et les élections législatives françaises de 1936 sous le régime du Front populaire), le Comité central du Parti communiste étudie les premières mesures à adopter pour soutenir les Républicains espagnols. Beimler est à Barcelone dès le 5 août et commence à recruter des volontaires allemands, autrichiens, scandinaves et suisses pour former le Bataillon Thälmann (en hommage au président du KPD, toujours emprisonné), qui sera incorporé à la XIe Brigade internationale (puis ultérieurement à la XIIe B.I.). Beimler crée un bureau d’accueil en gare de Barcelone pour les volontaires qui arrivent d'Europe du Nord via la France. Il est nommé commissaire politique de son bataillon.

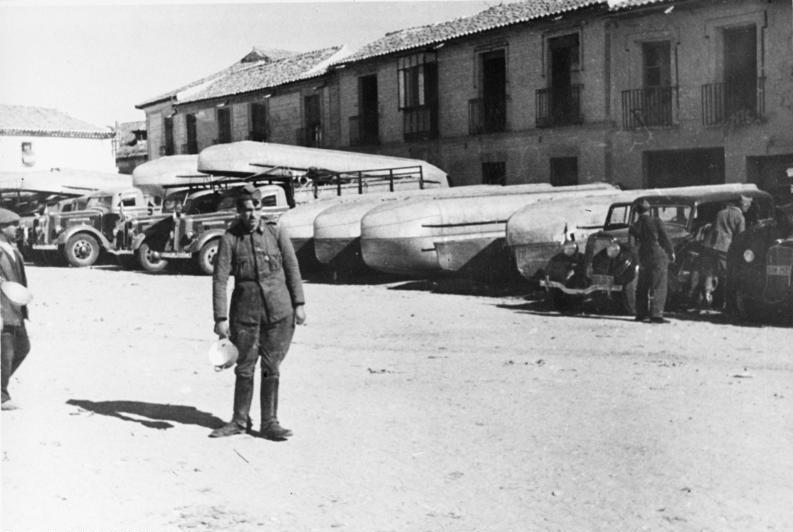
Les nationalistes, qui ont amené des pontons à Torija pour passer la rivière Manzanares dans la banlieue ouest de Madrid, seront arrêtés lors des combats acharnés de la bataille de Madrid.

#### Mort
Le 1er décembre 1936, alors que le plus gros des combats de la bataille de Madrid est passé depuis une semaine et que la poussée nationaliste a été arrêtée, Beimler part en reconnaissance avec deux camarades dans le secteur de la Cité Universitaire, près du pavillon « El Palacete ». Dans un chemin creux (non loin de l’actuel Palais de la Moncloa), il est tué par balle, ainsi que son ami Franz Vehlow (de) (sous le pseudonyme de Louis Schuster), tandis que Richard Staimer (le futur gendre de Wilhelm Pieck) revient indemne et attribue la mort de ses compagnons à un sniper nationaliste, probablement marocain[réf. nécessaire].

#### Hommage et polémique
Le 3 décembre 1936, un grand meeting a lieu au cinéma « Royalty » à Madrid, et des discours des nombreux dignitaires des différents partis de gauche (Pietro Nenni en particulier) célèbrent la mémoire de Hans Beimler.
Selon Hans Maassen, pendant le court délai entre la mort de Beimler à Madrid et son inhumation à Barcelone, plus de deux millions d’Espagnols se sont inclinées sur son cercueil.
Beimler est enterré avec tous les honneurs au cimetière de Montjuïc, à Barcelone, et la XIe Brigade internationale est baptisée Brigade Hans Beimler en son honneur. Ernst Buch compose les paroles du Beimler-lied.

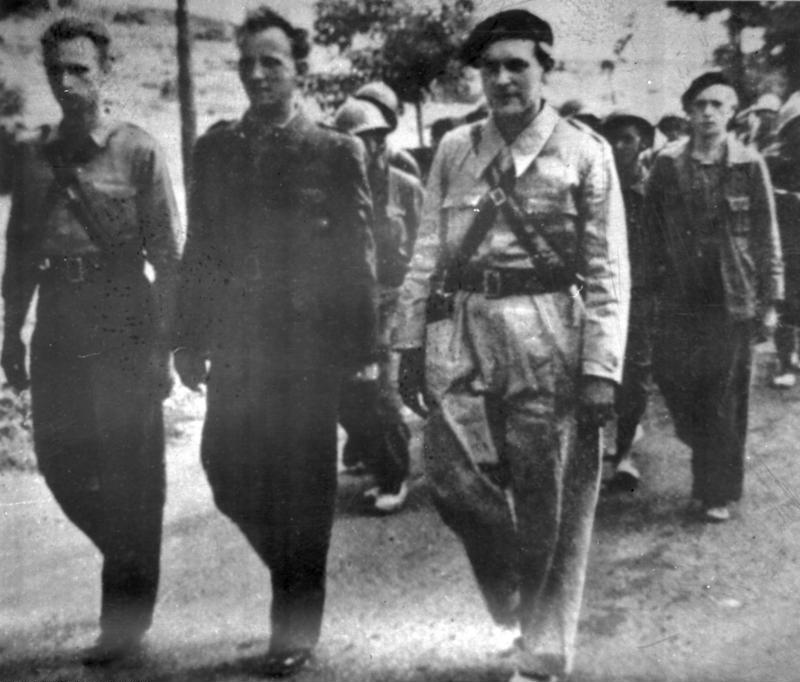
Des soldats de la « Brigade Hans Beimler » défilent en mars 1937.

Par la suite, une rumeur court, propagée par l'épouse de Beimler et son amie Antonia Stern : Beimler aurait été liquidé par Richard Staimer sur ordre du NKVD,, car il affichait ses sympathies pour les anarchistes et les POUMistes espagnols proches de Trotsky. Selon Werner Abel, Beimler, d’esprit très indépendant, n’était pas aimé de la hiérarchie militaire en place, critiquait ouvertement les actions de Staline et de ses adjoints en général, et s’étonnait en particulier que l’Union Soviétique ne fasse rien pour sauver Ernst Thälmann ; de plus il s’opposait à ceux qu'il appelait des politiciens opportunistes, et qui cherchaient à établir leur domination sur les Brigades internationales. Abel cite par ailleurs l’esquisse biographique écrite par Friedbert Mühldorfer : selon Mühldorfer, Beimler n’avait pas été nommé officiellement commissaire politique par l’appareil, il s’était présenté de lui-même et avait offert ses services.
Selon un article de 1956 du Spiegel, le Secours rouge international avait alerté les militants communistes d'un potentiel retournement de Beimler après son emprisonnement à Dachau : il travaillerait désormais pour la Gestapo. En Espagne, élu commissaire politique par ses troupes, il serait entré en conflit avec les commissaires politiques soviétiques qui voulaient imposer la "prééminence staliniste" à la tête des Brigades.
Ces rumeurs seront tardivement invalidées par un témoin oculaire, César Covo.

## Beimler en Espagne, vu par ses contemporains
Selon Esmond Romilly (en) (neveu de Winston Churchill, engagé à 18 ans dans les Brigades), Beimler était l'archétype du bon communiste : 

« une personne sérieuse, prônant une discipline rigide, membre du PC, intéressé par tous les aspects techniques de la guerre, et dépourvu de toute tendance égoïste, comme la peur ou le courage bravache »

— Esmond Romilly, Boadilla

Kenneth Sinclair-Loutit, jeune médecin britannique progressiste mais non communiste, directeur d'une antenne médicale d'urgences du SMAC décrivit Beimler , qui était venu en inspection car des soignants fervents communistes avaient dénoncé en haut lieu la tiédeur politique de leur chef. Beimler avait morigéné et renvoyé dos-à-dos les cadres médicaux : 

« Nous sommes ici pour combattre les fascistes, et vous perdez votre temps en vous disputant entre vous. Si vous continuez, on va vous renvoyer d'où vous venez. [...]Nous nous sommes serré la main, et nos yeux se sont rencontrés pour la 1re fois : son regard était à la fois pénétrant et bon. Je remarquai qu'un de ses doigts était déformé, et l'ongle mal implanté; j'appris plus tard que c'était une séquelle de son interrogatoire par la Gestapo. »

— Kenneth Sinclair-Loutit, Un très léger bagage
Le 5 décembre 1936, Claude Cockburn (en), correspondant en Espagne du journal communiste Daily Worker, y écrit l'élégie funèbre de Hans Beimler. Cockburn se rappelle que 2 semaines avant sa mort, Beimler a été frôlé par une balle ennemie alors qu'ils inspectaient ensemble le front près de la Casa de Campo ; Beimler lui assura qu'il avait vu la mort d'encore plus près, en 33. Cockburn ajoute : 

« Vous lisez souvent dans les journaux que la perte de quelqu'un "est irréparable". Ce n'est pas vrai dans notre mouvement. Beimler aurait été écœuré d'entendre qu'il ne pourrait être remplacé. Il savait, nous savons, que quelqu'un peut, et doit le remplacer »

— Claude Cockburn, Daily Worker
.Agnes Hodgson, une infirmière australienne, décrit dans son journal les funérailles officielles de Beimler à Barcelone : 

« Six décembre : ai suivi le convoi funèbre de Beimler, un ex-député communiste allemand qui a été tué sur le front en combattant. Un homme très capable, et très aimé, c'est une grande perte pour le parti... Nous étions toutes là, toutes les femmes des BI, Anglaises, Allemandes, Suisses. Nous défilons, poing levé, après les officiels, derrière une bannière qui proclame : "Vengeons la mort de Hans Beimler" , nous descendons lentement le rue, nous passons devant l'Hôtel Colon, et des haut-parleurs diffusent des discours honorant la dépouille de Baimler. Puis nous traversons la place de Catalogne et descendons les Ramblas, lentement, toujours en saluant du poing. Au passage nous sommes saluées par diverses associations : les étudiants latino-américains, les Anarchistes, les Jeunesses Communistes, etc. Nous atteignons l'extrémité des Ramblas et nous nous rangeons sur un côté. Là nous assistons au défilé de milliers d'Espagnols, de tous les partis, de la police, des milices, des femmes, des enfants, avec leurs milliers de drapeaux et d'orchestres. On entendait régulièrement l'Internationale, puis la marche des anarchistes, puis l'Internationale . Enfin arrivent les attelages portant de magnifiques couronnes... ...Aucune de nous quatre n'avait mis de chapeau, car le chapeau est considéré comme bourgeois ici. »

— Agnes Hodgson, Last Mile to Huesca: An Australian Nurse in the Spanish Civil War

## Œuvres littéraires
Beimler a écrit un compte-rendu de son séjour à Dachau : « Im Mörderlager Dachau: Vier Wochen unter den braunen Banditen » (« Le camp de la mort de Dachau : Quatre semaines chez les bandits vêtus de brun »). Son livre, le premier qui dévoile l'univers concentrationnaire allemand, a été publié d'abord en URSS (1933), puis en Grande-Bretagne, en France et en Espagne. Une édition complétée par une esquisse biographique de Friedbert Mühldorfer a été publiée en 2011.
En 1936, Beimler avait rédigé une courte auto-biographie, intitulée Deutschland-Madrid.

## Famille

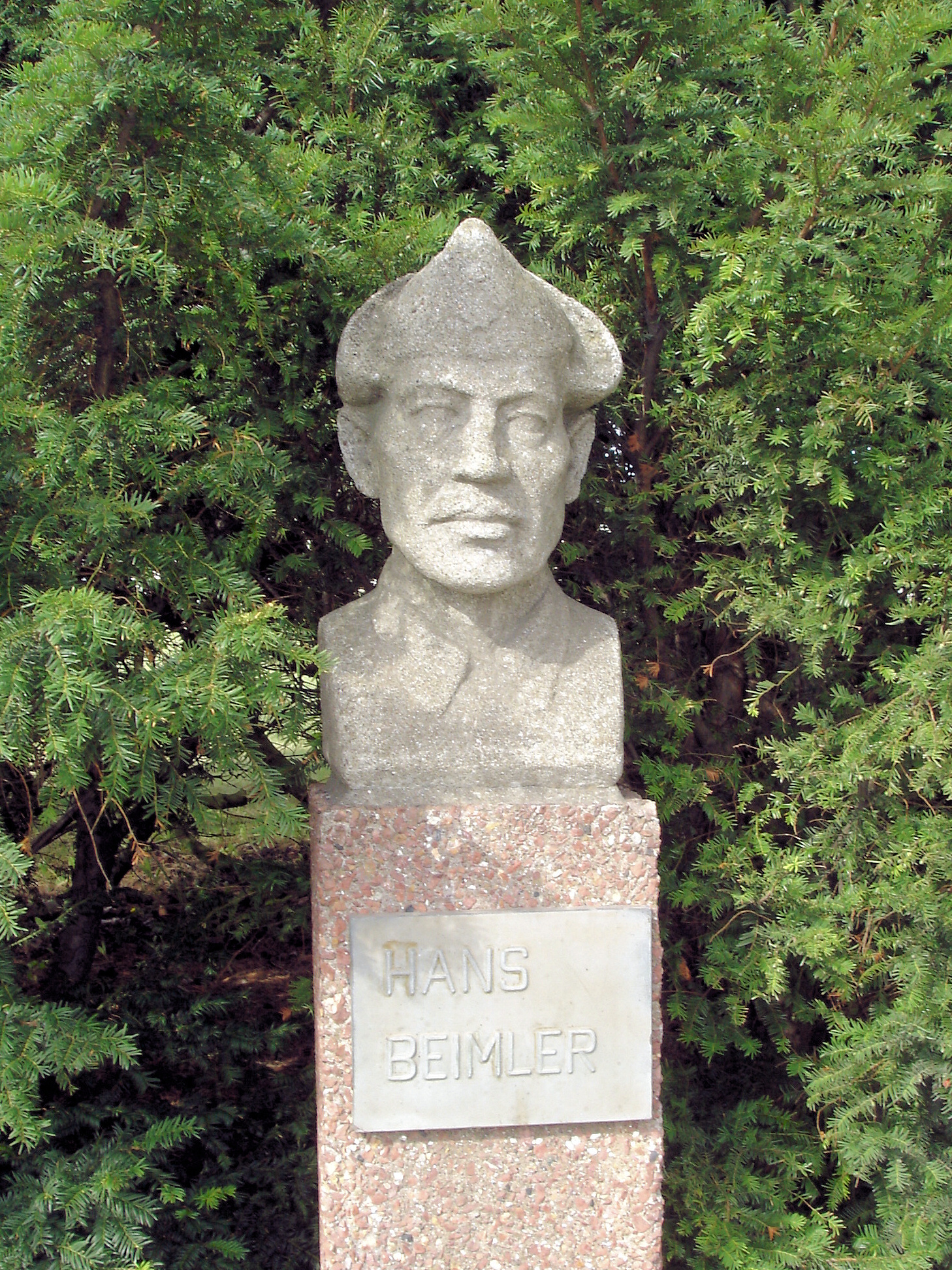
Buste de Hans Beimler sur le port de Rostock.

Son fils, Hans Beimler, né en 1917, vit en Union soviétique. En 1938, au cours de la Grande Purge, le jeune homme est arrêté par le NKVD en même temps que de nombreux jeunes allemands (certains fils de militants communistes connus, comme Max Maddalena et Gustav Sobottka (de)), dans le cadre d’un prétendu complot des Jeunesses hitlériennes contre Staline. Six jeunes seulement, dont Hans Beimler fils, seront libérés. Il parvient ensuite à fuir au Mexique.
Beimler avait épousé en 1930, en secondes noces, Centa (1909-2000), qui travaillait au journal communiste Neues Zeitung de Munich. En 1933, elle est internée au camp de concentration ZK Moringen. Libérée, elle est à nouveau emprisonnée en 1942. En 1945 elle devient fonctionnaire du KPD de Bavière.

## Posterité
Le culte des brigadistes et la mythologie sociale développée en RDA d’après le personnage de Hans Beimler en particulier ont été étudiés : nombreux monuments élevés aux "3 000 volontaires", création de la médaille Hans-Beimler, un timbre de 15 pfennige (édité en 1966, 30 ans après la mort de Beimler, faisant partie d'une série représentant d'autres brigadistes : Hans Kahle, Heinrich Rau...) , une corvette lance-missiles baptisée "Hans Beimler" (1986), des usines, de nombreuses rues, des unités de l’armée, des groupes de jeunes pionniers, une chorale, des écoles (comme la Polytechnische Oberschule Hans-Beimler de Leipzig) et des auberges de jeunesse ont reçu son nom. Ce culte semble uniquement se développer à partir de 1956 selon Der Spiegel.
La vie et le sacrifice de Beimler ont servi de sujet à des biographies pour adultes et à des livres pour enfants, et une mini-série TV (durée totale 386 minutes) a été diffusée en 1969 : Hans Beimler, Kamerad.
Le personnage de Hans Beimler apparait en 2018 dans la série, 1918-1939 : Les Rêves brisés de l'entre-deux-guerres, un docu-fiction de Jan Peter et Frédéric Goupil, interprété par l'acteur Jan Krauter (de).